# Automotive Navigation Data
AND Automotive Navigation Data (AND) — голландская компания, выпускающая цифровые карты для GPS-устройств и навигационных приложений. Кроме карт для GPS-приложений AND также предлагает карты для геоинформационных систем, карты для интернет-сервисов, планирования маршрутов, вычисления времени пути и расстояния в сфере логистики.

## История
AND была основана в 1984 году Хансом Аббинком и Элко Деккером. Торговая палата посоветовала использовать букву 'N' для соединения первых букв фамилий основателей в название AND. Аббинк уступил свою позицию члена совета директоров AND в сентябре 2000-го. За свою историю компания создала несколько дочерних компаний под именами AND International Publishers NV, AND Data Solutions, AND Publishes и т. д. На данный момент официальное название компании — AND Automotive Navigation Data, но на бирже Euronext компания зарегистрирована под именем AND International Publishers.

## Деятельность
Компания изначально специализировалась на регионах, которые её конкуренты, компании Navteq и Tele Atlas, не покрывали. Затем усилия были направлены на создание навигационных карт Западной Европы и карты главных дорог всего мира. В ноябре 2010 компания выпустила карты США и Канады для геокодинга. В декабре компания объявила о выпуске глобальной базы POI.